# Adam Farkaš
Adam pl. Farkaš (madžarsko Farkas Ádám), rektor in pesnik, * 1730 Suhi vrh, † 12. februar 1786, Šopron.
Rodil se je v Slovenski okroglini (danes Prekmurje in Porabje) v stari plemiški družini, ki ji je Leopold I. leta 1690 potrdil stare plemiške pravice, ter podelil novo plemiško listino in grb. Od leta 1738 je študiral v Šopronu in v Jeni. Leta 1754 je doktoriral na šopronskem licej, 1. novembra 1785 pa je postal rektor. Njegov prijatelj je bil Miháo Bakoš. Pisal je pesmi v nemščini in prekmurščini. V svoji oporoki je ustanovil sklad za šolanje prekmurskih dijakov. Ker ni imel otrok sta ostalo premoženje dedovala njegov brat, ki je bil notar,ter sestra, ki je bila poročena z Štefanom pl. Berke. Njegovi učenci so po njegovi smrti izdali nemške pesmi.  